# USS John F. Kennedy (CV-67)
USS John F. Kennedy (CV-67) je letadlová loď Námořnictva Spojených států, která působila ve službě v letech 1968–2007. Její konstrukce je modifikovanou verzí lodí třídy Kitty Hawk, proto jí byla přiřazena vlastní třída. Loď byla původně postavena a klasifikována jako útočná letadlová loď pro podporu leteckých bojů (označení CVA-67), v roce 1974 však došlo k jejímu překlasifikování na víceúčelovou letadlovou loď (CV-67), která může vést i boj proti ponorkám. Je to poslední americká letadlová loď vybavená konvenčním (nejaderným) pohonem. Jméno získala po 35. prezidentovi USA Johnu Fitzgeraldovi Kennedym. Dostala přezdívku „Big John“ (Velký John). Snahy o muzejní využití plavidla byly neúspěšné. V říjnu 2021 bylo za jeden cent prodáno k šesrotování.

## Historie

### Stavba

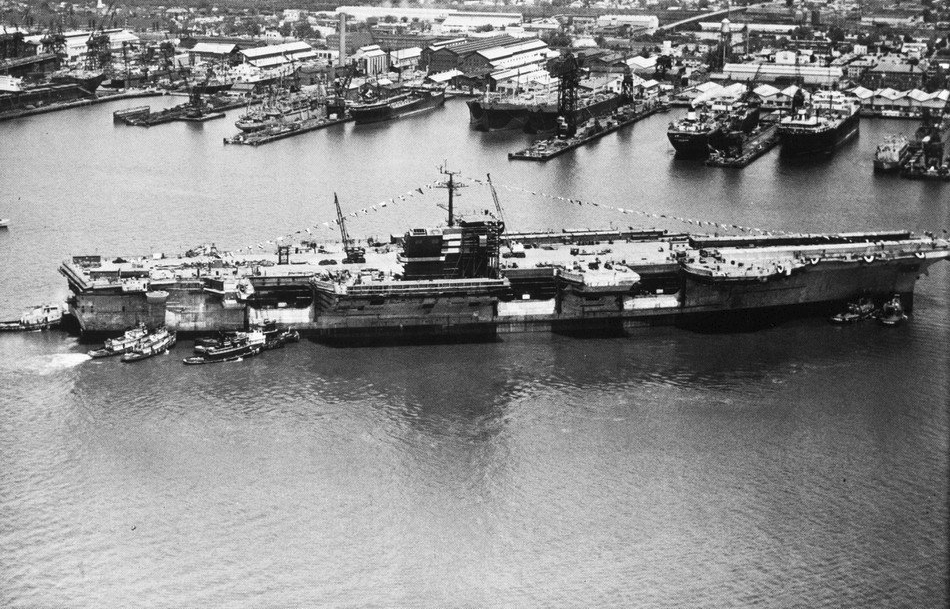
USS John F. Kennedy po spuštění na vodu

Původně se mělo jednat o čtvrtou loď třídy Kitty Hawk, v její konstrukci ale došlo k takovému množství změn, že jí byla přiřazena vlastní třída. Objednána byla s jaderným pohonem (měla používat reaktor A3W), avšak po zahájení stavby došlo i v této oblasti ke změně a byla vybavena konvenčním pohonem.
Stavba lodi byla zahájena 22. října 1964. Pokřtěná a spuštěná na vodu byla 27. května 1967, tedy dva dny před nedožitými 50. narozeninami Johna Kennedyho. Loď pokřtily Jacqueline Kennedyová a její tehdy devítiletá dcera Caroline v Newport News ve Virginii, kde byla v místní loděnici Newport News Shipbuilding stavěna. Do služby byla zařazena 7. září 1968.

### Služba

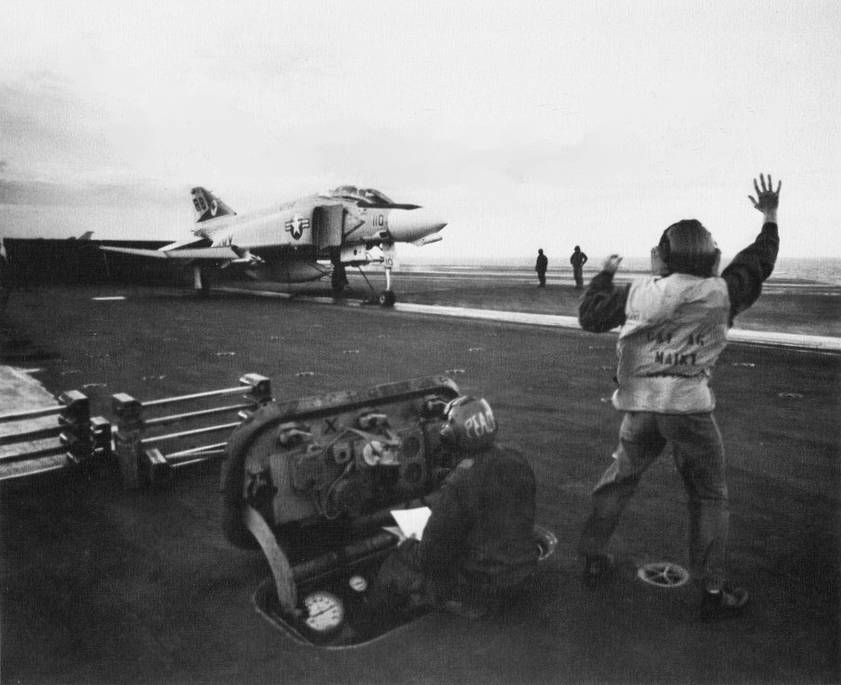
Katapultový start palubní stíhačky F-4 Phantom II v roce 1970

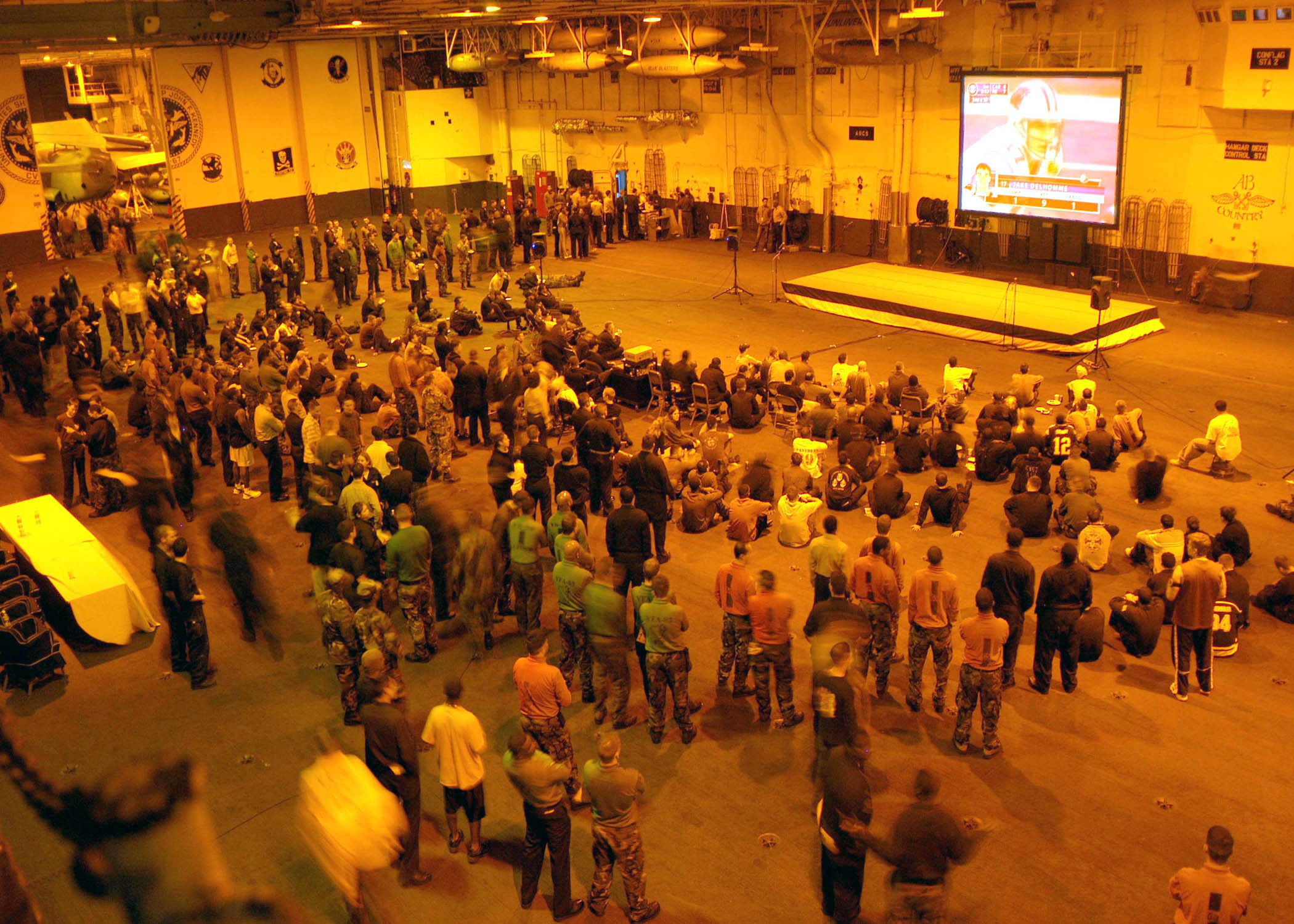
Posádka lodi využívá hangár ke sledování Super Bowlu

V 70. letech 20. století brázdila severní část Atlantského oceánu a Středozemní moře.
V roce 1982 poprvé proplula Suezským průplavem a vydala se na cestu do Indického oceánu. Při této misi přivítala na své palubě somálského prezidenta. V říjnu 1983 byla odvelena zpátky přes Suez ke břehům Libanonu, kde probíhala občanská válka. V prosinci 1983 pak vzlétla z její paluby k ostré bojové akci letadla A-6, která provedla nálet na Bejrút (společně se vzdušnými silami letadlové lodě USS Independence). Námořnictvo ztratilo 2 letouny. V zálivu Velká Syrta (v blízkosti teritoriálních vod Libye) došlo 4. ledna 1989 ke konfliktu se dvěma libyjskými letouny MiG-23, které se blížily k letadlové lodi. Z paluby tak vzlétly dva stíhací letouny F-14, aby útočníky zastavily. Ačkoliv zněl pro americká letadla pokyn jasně, měly mírumilovně doprovodit libyjské migy směrem od lodi, přesto došlo ke střetu a obě dvě libyjské stíhačky byly sestřeleny.
V roce 1991 se USS John F. Kennedy zúčastnila operace Pouštní bouře proti Iráku, který okupoval Kuvajt. Z její paluby bylo uskutečněno 114 náletů, celkově 2 900 vzletů letadel. V roce 1996 navštívila při své plavbě Dublin v Irsku, kde ji vítalo na deset tisíc lidí, kteří věděli, že kořeny Johna Kennedyho vychází právě z jejich ostrova. Navíc byla tehdy americkou velvyslankyní v Irsku Jean Kennedyová-Smithová, sestra prezidenta Kennedyho.
Po teroristických útocích z 11. září 2001 měla letadlová loď John F. Kennedy za úkol hlídkovat ve středním Atlantiku a zajišťovat ochranu východního pobřeží USA. V roce 2002 se podílela na útocích v Afghánistánu, cílem byl Tálibán a al-Káida.

### Vyřazení ze služby

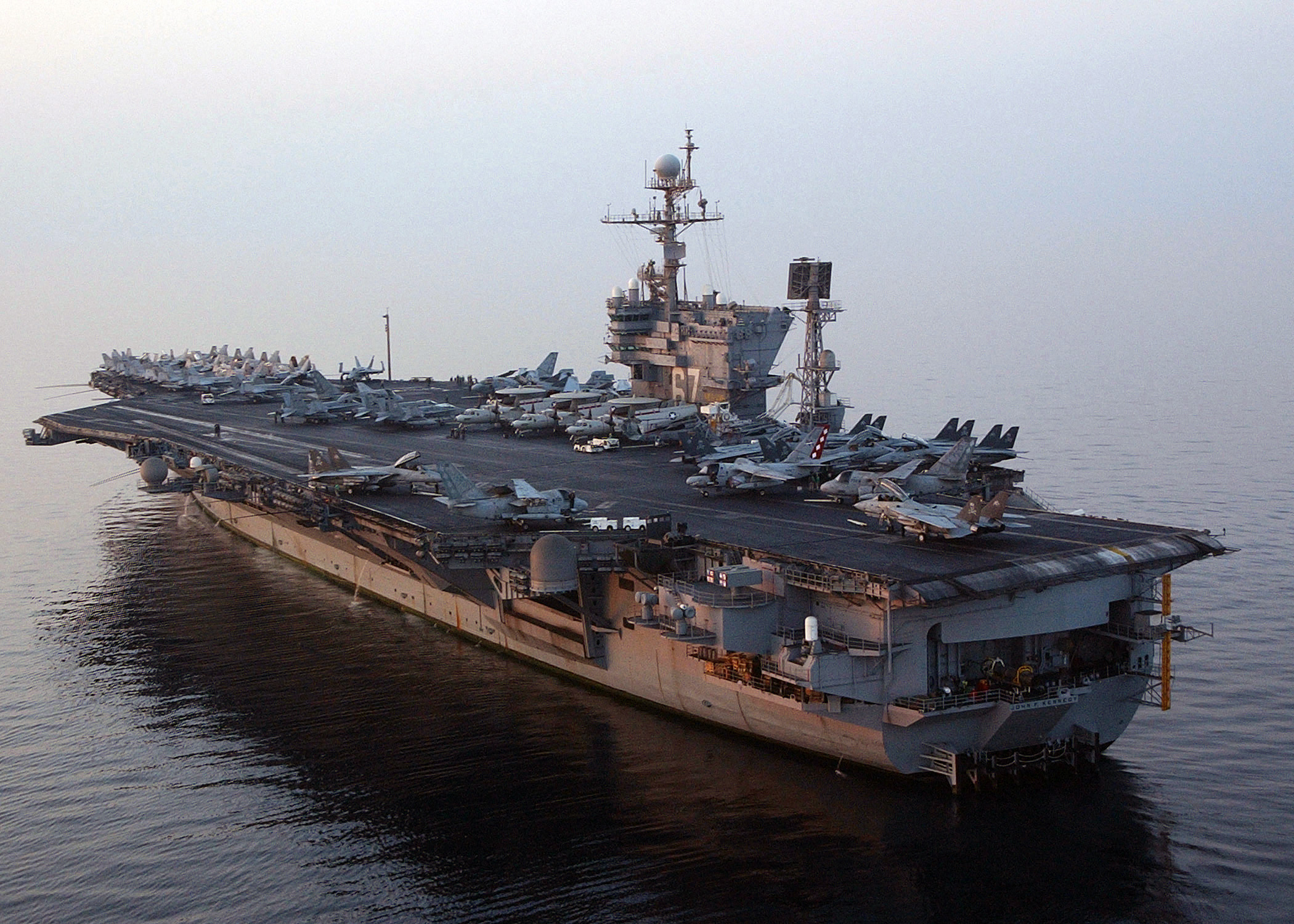
USS John F Kennedy tři roky před vyřazením

Dne 23. března 2007 se na palubě lodi John F. Kennedy v přístavu Mayport (Florida) konal rozlučkový obřad při příležitosti jejího chystaného vyřazení ze služby, ke kterému oficiálně došlo 1. srpna 2007. V červenci 2007 byla vyřazená letadlová loď přetažena na námořní základnu v Norfolku ve Virginii a v březnu 2008 do Filadelfie do zařízení pro deaktivované lodě.
Americké námořnictvo plavidlo zakonzervovalo a nabídlo jej pro případné muzejní využití. Snahy o zachování plavidla neuspěly, takže roku 2017 bylo vyškrtnuto z rejstříku námořních plavidel a začala jeho příprava k sešrotování. V říjnu 2021 byla letadlová loď prodána k sešerotování. Dne 16. ledna 2025 se letadlová loď John F. Kennedy, ve vleku remorkérů, vydala na cestu z Filadelfie do závodu International Shipbreaking Limited v texaském Brownsville k sešrotování.